# Бессоново (Ступинский район)
Бессоново — деревня в Ступинском районе Московской области в составе Аксиньинского сельского поселения (до 2006 года входило в Мещеринский сельский округ). По имеющимся сведениям, известно с 1577 года, как Безсонова. В Бессоново на 2015 год 3 улицы.

## Население
| 2002 | 2006 | 2010 |
| ---- | ---- | ---- |
| 12   | ↘5   | ↘4   |

Бессоново расположено в северо-восточной части района, на правом берегу речки Городенка (правый приток реки Северка), в 1,3 км от внешней стороны Большого московского кольца, высота центра села над уровнем моря — 120 м. Ближайшие населённые пункты: примерно в 0,4 км на юго-восток Военный городок Мещерино-1, там же в 1,5 км — село Городня и около 1 км на юго-запад — Фоминка.